# Kan vi bo sammen?
Kan vi bo sammen? er en dansk dokumentarfilm fra 1988, der er instrueret af Maj-Britt Lilholt.

## Handling
Kollektive boformer medfører andre kvaliteter og problemer end en traditionel husstand. Formålet med filmen er at oplyse og inspirere planlæggere og potentielle beboere samt at gøre op med nogle af omverdenens fordomme og afspejle forskellige kollektive måder at bo på.